# London Victoria pályaudvar
A London Victoria pályaudvar (angolul London Victoria station) vasútállomás London belvárosában.

## Vasútvonalak
Az állomást az alábbi vasútvonalak érintik:
- Brighton Main Line
- Chatham Main Line

## Kapcsolódó állomások
A vasútállomáshoz az alábbi állomások vannak a legközelebb:
- Battersea Park railway station (Brighton railway station, Brighton Main Line)
- Wandsworth Road railway station (Ramsgate railway station, Dover Priory railway station, Chatham Main Line)